# Bubaque
Bubaque är en ort i Guinea-Bissau. Den ligger på Bubaqueön i regionen Bolama-Bijagós, i den sydvästra delen av landet, 70 km söder om huvudstaden Bissau. Folkmängden uppgår till cirka 4 000 invånare.